# Debate sobre la tolerancia en al-Ándalus

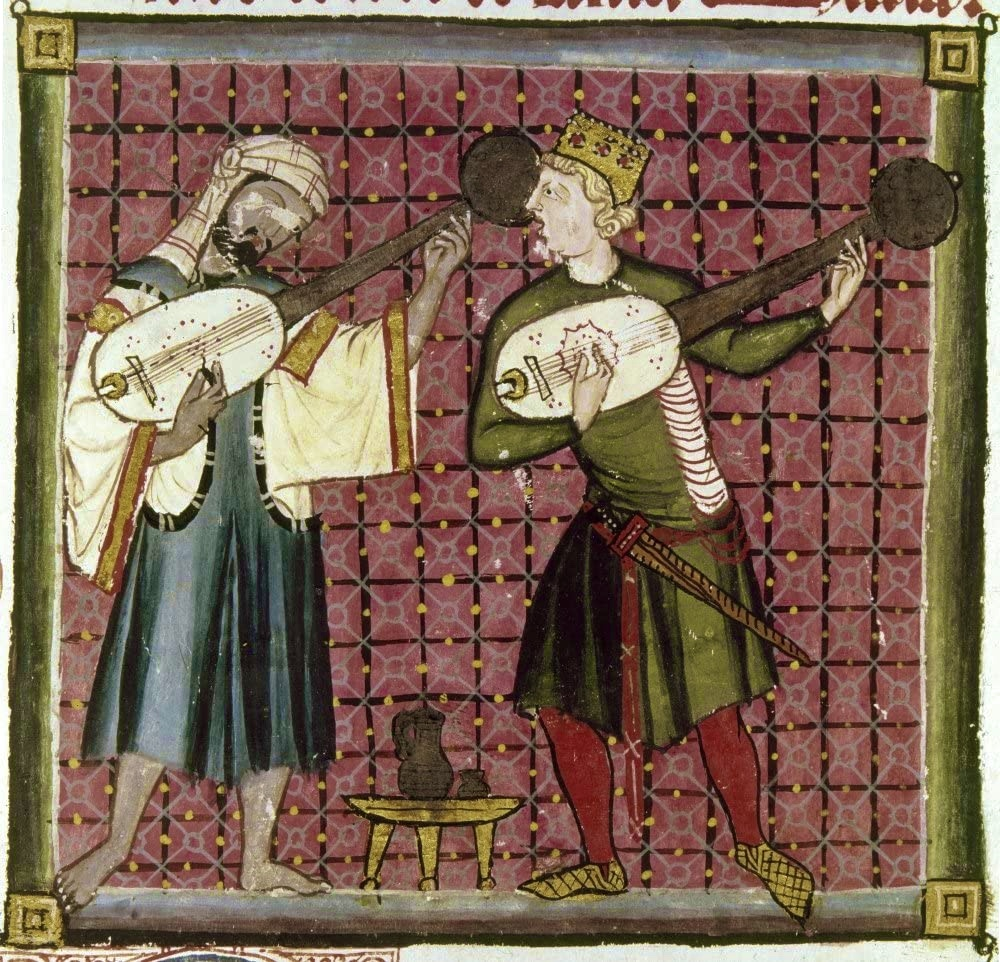
Miniatura de las Cantigas de Santa María en la que aparecen un musulmán y un cristiano tocando la baldosa.

El debate sobre la tolerancia en al-Ándalus se remonta en sus inicios al siglo XVIII y perdura hasta nuestros días. El resurgir del mismo se remonta a las ideas expresadas por el filólogo español Américo Castro, quien acuñó el término académico «Convivencia»  para hablar periodo de la historia de península ibérica que va desde la conquista musulmana omeya de Hispania a principios del siglo VIII hasta la conquista de Granada en 1492. Afirma que en los diferentes reinos ibéricos moros, los musulmanes, los cristianos y los judíos vivían en relativa paz. Según esta interpretación de la historia, este periodo de diversidad religiosa difiere de la historia posterior de España y Portugal, cuando -como resultado de las expulsiones y conversiones forzadas- el catolicismo se convirtió en la única religión de la península ibérica.
Sin embargo, algunas voces han cuestionado la historicidad de esta visión de la armonía intercultural, calificándola de mito y afirmando que es un anacronismo "políticamente correcto". Según The Oxford Dictionary of the Middle Ages, "los críticos denuncian que [el término "convivencia"] describe con demasiada frecuencia una visión idealizada de la armonía y la simbiosis multiconfesional, mientras que los partidarios replican que tal caracterización es una distorsión de las complejas interacciones que se pretenden comprender".

## Recorrido historiográfico
La relación entre tolerancia y Al-Ándalus fue planteada por primera vez por los philosophes de la Ilustración para denigrar a la Monarquía Católica española que había expulsado a su población de origen musulmán a principios del siglo XVII. Sin embargo los philosophes disponían de escasos conocimientos sobre Al-Ándalus y hubo que esperar a la publicación en 1765 de la Histoire de l’Afrique et de l’Espagne sous la domination des Arabes de Denis Dominique Cardonne y a la que seguirá Précis historique sur les Maures de Jean-Pierre Claris de Florian publicado en 1791, ya en plena Revolución francesa. En este último libro Claris de Florian escribe: «Hay que observar que esos Moros, que varios historiadores nos presentan como bárbaros sedientos de sangre, dejarán a los pueblos vencidos su culto, sus iglesias, sus jueces». Al final de la obra se contraponía la forma como habían sido tratados los musulmanes tras la conquista del reino de Granada en 1492 y la forma en que habían sido tratados los cristianos bajo dominio musulmán.
Sin embargo, la primera historia de Al-Ándalus la escribe el gran orientalista Reinhart Dozy, descendiente de hugonotes franceses emigrados a los Países Bajos en el siglo XVII. Fue publicada en francés en 1861 con el título Histoire des musulmans d’Espagne jusqu’à la conquête de l’Andalousie par les Almoravides, 711-1110. Aunque la tolerancia no es el tema central de la obra, el término aparece varias veces para calificar la actitud de los gobernantes árabes ―presentados como una especie de déspotas ilustrados― respecto de los cristianos y de los judíos. Casi al mismo tiempo aparece en alemán la monumental Geschichte der Juden (‘Historia de los judíos’) de Heinrich Graetz en la que se populariza el tema de la edad de oro de los judíos en Al-Ándalus y se presenta a la sociedad andalusí como un ejemplo de integración de los judíos, que pudieron mantener su cultura y su religión y que al mismo tiempo adoptaron algunos elementos de la sociedad de acogida, como la lengua. En esta obra Graetz escribe: «En esos tiempos, los califas de España eran en efecto soberanos libres de prejuicios, que protegían a todos los hombres de talento sin preguntar sobre su religión… Siguiendo el ejemplo de los árabes, [los judíos] se apasionaron por la poesía y las ciencias. Para ellos también, España se convierte en un jardín delicioso donde florecían una bella y feliz poesía, el país del estudio y las investigaciones».

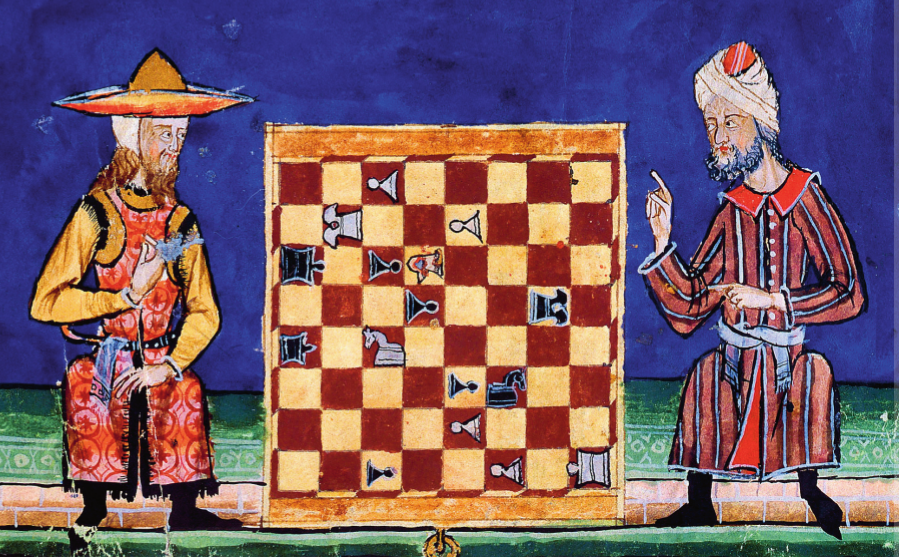
Miniatura del Libro de los juegos de Alfonso X el Sabio que representa a un judío (izquierda) y a un musulmán (derecha) jugando al ajedrez.

A mediados del siglo XX vuelve a aparecer la cuestión de la tolerancia en el debate que mantienen dos historiadores españoles exiliados, Américo Castro y Claudio Sánchez-Albornoz. El primero publica en 1948 en México España en su historia: cristianos, moros y judíos, reeditada en 1954 con el título La realidad histórica de España. En esta obra Castro defiende que la «convivencia» entre cristianos, judíos y musulmanes en la época medieval formó el ser de España, «convivencia» que se forja en Al-Ándalus y que se mantendrá hasta mediados del siglo XIV en los reinos cristianos.. Eduardo Manzano Moreno destaca el paralelismo entre la tesis de las «tres culturas» —o las «tres castas»— de Américo Castro ―que consiguió una gran resonancia en los medios académicos de Estados Unidos― y su propia experiencia vital marcada por la guerra civil y el exilio. Así, Castro afirmaba que de haber perseverado por el camino de la tolerancia, «hubiésemos entrado en la época moderna con un gran espíritu, incompatible con aquella mentalidad de tribu que acabó haciendo de España culturalmente, una vasta aldea, aun antes de finalizar el siglo XVII».
Claudio Sánchez-Albornoz rebatió la tesis de Castro en su libro España: un enigma histórico, publicado en Argentina en 1956. En él defendía que España ya existía mucho antes de la Edad Media. Así, para Sánchez-Albornoz la presencia de musulmanes y judíos más bien dificultó la formación del «ser de España». La larga lucha contra los musulmanes, la Reconquista, consumió demasiadas energías que se podrían haber dedicado a otros fines como el desarrollo económico y en cuanto a los judíos, según Sánchez-Albornoz, su papel fue muy negativo (eran "usureros" que vivían de la "miseria" del pueblo) y, según él, deberían haber sido expulsados mucho antes de 1492, como así lo hicieron otros estados europeos como el reino de Inglaterra.
En España la cuestión de la tolerancia andalusí reaparece durante la Transición, periodo en el que se ensalza la «España de las tres culturas». Su principal referencia es la profesora norteamericana de origen cubano María Rosa Menocal, de la Universidad Yale, que en 2002 compendia su punto de vista en el libro The Ornament of the World: How Muslims, Jews, and Christians Created a Culture of Tolerance in Medieval Spain, traducido al año siguiente al castellano (El ornamento del mundo: cómo los musulmanes, judíos y cristianos crearon una cultura de tolerancia en la España medieval) y al francés (L’Andalousie árabe. Une culture de la tolérance, VIIIe-XIIIe siècle). Según Emmanuelle Tixier de Mesnil, «es verdaderamente con esta autora que se puede hablar de un mito de la tolerancia andalusí». Sobre la comunidad judía en Al-Ándalus escribe Menocal: «Esta libertad [concedida a los judíos] ofrecía posibilidades casi ilimitadas en este contexto de auge comercial… Evidentemente, una arabización entusiasta contribuyó también mucho a la asimilación perfecta y a la prosperidad de la comunidad judía». A Menocal le siguieron otros autores que defendieron la tesis de la tolerancia como Chris Lowney, un antiguo jesuita y exdirectivo de J.P. Morgan, que publicó poco después A Vanished World: Christians, Muslims and Jews in Medieval Spain (2005), o David Levering Lewis autor de God's Crucible. Islam and the Making of Europe (2008).
La contrafigura de María Rosa Menocal la constituye el arabista español Serafín Fanjul que atacó su posición «multiculturalista» en Al-Andalus contra España, la forja del mito (2000) y La Quimera de Al-Ándalus (2004). Según Tixier de Mesnil, su «tesis, nacionalista y conservadora, es bastante simple: no queda nada en la cultura española actual del pasado islámico, y la visión de una España tolerante es una construcción intoxicada por el “romanticismo francés del siglo XIX”, heredero de la Ilustración, que Serafín Fanjul detesta tanto como el islam». Fanjul llega incluso a comparar Al-Ándalus con el apartheid de la Sudáfrica del siglo XX. Otros autores, aunque menos marcados ideológicamente, han seguido la misma senda de Fanjul, como la filósofa Cynthia Fleury que en 2004 publicó Difficile tolérance, un libro escrito en colaboración con Yves Charles Zarka. En esta obra, además de negar la coexistencia de comunidades religiosas en el mundo islámico, se cae en el anacronismo al afirmar que hoy en día nadie querría vivir bajo el régimen de los dhimmis.

## Estado de la cuestión en la actualidad

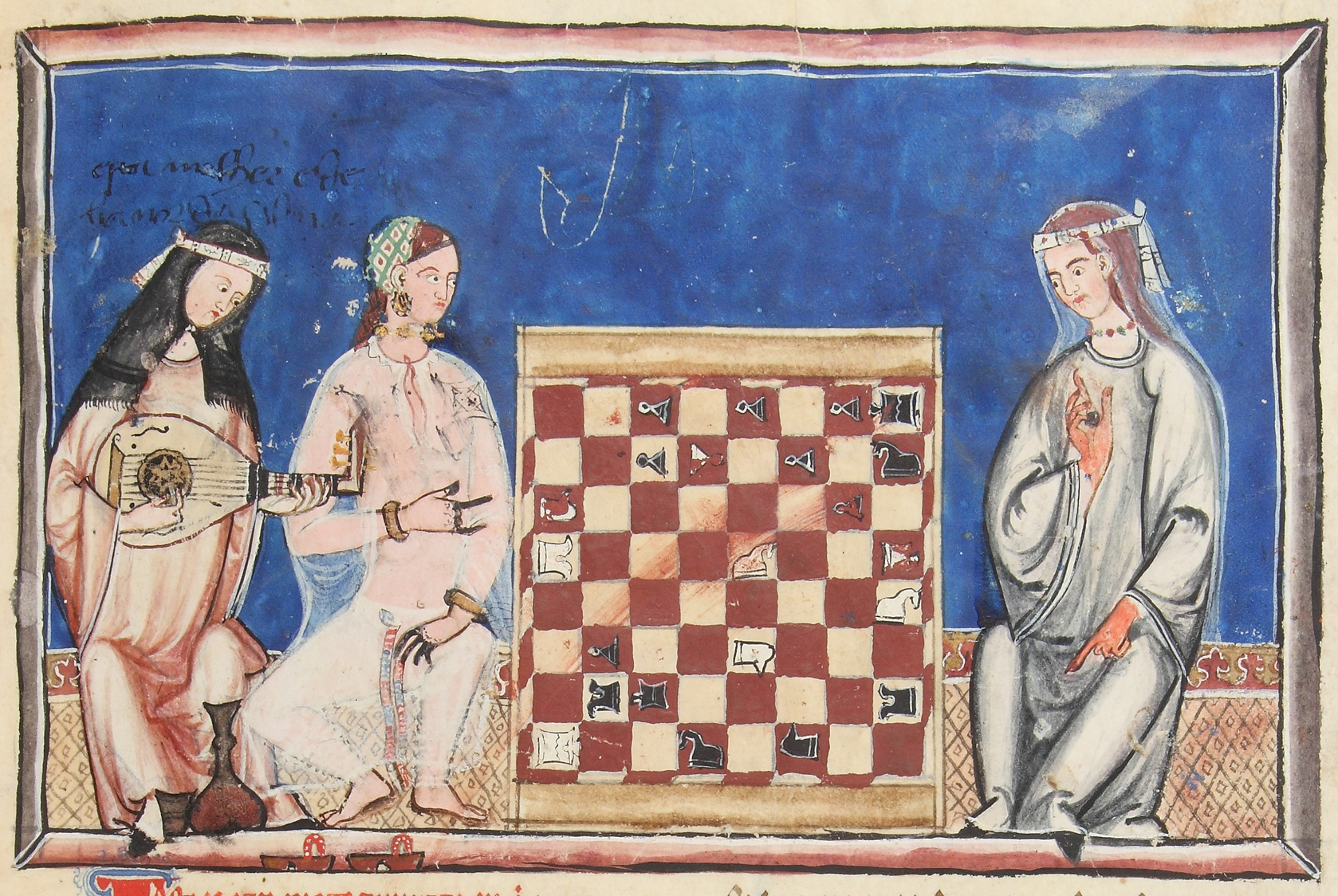
Miniatura que representa a una mujer cristiana tocando el laúd y a dos musulmanas jugando al ajedrez. Del Libro de los juegos, de Alfonso X el Sabio.

En la actualidad se considera que la pregunta de si existió la tolerancia en Al-Ándalus es un anacronismo porque Al-Ándalus fue una sociedad medieval y la tolerancia (la aceptación de las otras creencias) es un concepto moderno. Como ha señalado Emmanuelle Tixier du Mesnil, de la Universidad de París X Nanterre, «si se busca en la producción medieval un rastro de la tolerancia tal como se la concibe desde el siglo XVIII, no se encontrará. Eso no significa sin embargo que no haya habido coexistencia, lo más a menudo pacífica, de una pluralidad de confesiones a lo largo de la Edad Media islámica,… A este respecto, distinguir el destino de Al-Ándalus del del resto del Islam es un contrasentido». Hay historiadores, como María Jesús Viguera Molins, Joseph Pérez o Christophe Picard, que hablan directamente del «mito» de la tolerancia en Al-Ándalus.

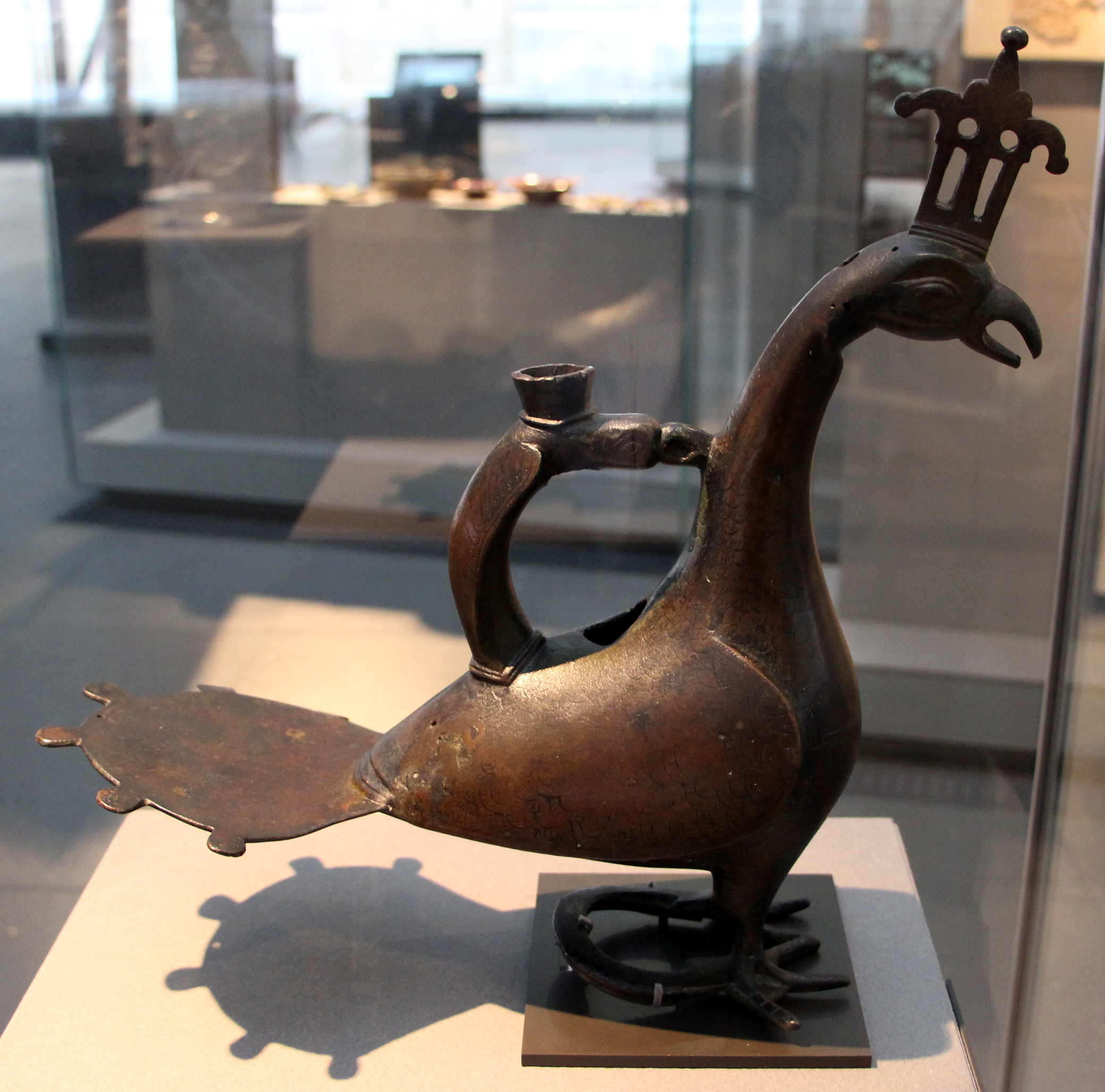
Aguamanil en forma de pavo conservado en el Museo del Louvre que lleva una inscripción bilingüe en árabe y en latín encriptada pero que se puede interpretar como la fecha de la fabricación (año 972) y el nombre del artista, Abd al-Malik al-Nasrani, es decir "el cristiano". Se trataría de la obra de un broncista mozárabe de Al-Ándalus que quizás trabajaba en la corte de Medina Alzahira bajo el califato de Al-Hakam II.

Joseph Pérez hace el mismo balance del estado de la cuestión sobre la «tolerancia» en Al-Ándalus: «Mucho se ha idealizado y falseado la convivencia religiosa en al-Andalus. La realidad dista mucho de aquella visión idílica. Hoy en día, la inmensa mayoría de los historiadores se muestra muy escéptica ante aquellos mitos. Al-Andalus fue una tierra musulmana y musulmanes fueron sus problemas, planteamientos y modos de vida. La documentación revela a los mozárabes y judíos como súbditos de segunda clase, además de subrayar las persecuciones puntuales contra los grupos al margen del Islam. Los musulmanes nunca trataron de comprender al judaísmo o el cristianismo, ni siquiera en los círculos ilustrados de Averroes». Así, la única «tolerancia» que existió en Al-Ándalus fue en la acepción negativa de la palabra, en el sentido de aguantar y consentir un mal. «Lo que se toleraba no era en ningún modo un derecho; simplemente, no se les perseguía ni se les expulsaba porque se pensaba que su presencia podía ser útil; además, los monarcas no se sentían todavía suficientemente fuertes como para prohibir las falsas religiones». Hay que tener presente, advierte Pérez, que «en la Edad Media, cristianos, moros y judíos estaban todos convencidos que su religión era la única verdadera, con exclusión de las otras, que eran, por lo tanto, consideradas como falsas».
Eduardo Manzano Moreno coincide plenamente con Tixier du Mesnil y con Joseph Pérez. «Las nociones de “tolerancia” y “convivencia”, tal y como hoy las entendemos, se encontraban ausentes de la mentalidad medieval. (…) Judíos y cristianos bajo el islam estaban sometidos al pago de tributos especiales, tenían restricciones en la práctica de sus ritos y, sobre todo, conocían una notable exclusión del espacio social… La “existencia social” de las minorías religiosas no estaba reconocida por derecho alguno, sino por una permisividad que el poder ejercía y que favorecía a sus intereses…». Manzano Moreno también critica el concepto de las «tres culturas» acuñado por Américo Castro por resultar simplificador. «En al-Andalus la adopción de la lengua árabe por parte de judíos y cristianos incluyó a éstos dentro de los patrones de esa cultura, que era mayoritaria», afirma. Y tampoco se produjo ninguna «simbiosis» entre las «tres culturas» en el ámbito religioso: «cristianismo, judaísmo e islam coexistieron, ciertamente, en la península pero nunca en pie de igualdad, y nunca dando lugar a procesos simbióticos entre unos credos que siempre mantuvieron una férrea y excluyente identidad comunitaria».
Christophe Picard, de la Universidad de París I Panthéon-Sorbonne, hace el mismo balance que los historiadores anteriores. No hubo «convivencia» sino «cohabitación» pues el cristianismo y el judaísmo nunca fueron puestos en el mismo nivel que el islam. Lo que hubo fue un «arreglo» que permitió a cristianos y a judíos mantener su culto «con la condición de que reconocieran la preeminencia de la ley coránica». En al-Ándalus, no hubo en absoluto «multiconfesionalismo». «Sólo el Islam era verdad y las otras religiones, errores».
En conclusión, hasta al menos el siglo XI las conquistas islámicas no fueron guerras de conversión, sino guerras destinadas a establecer el dominio político y obtener un botín y después impuestos. Eso es lo que explica que la mayoría de los habitantes del Imperio Islámico en los primeros siglos no fueran musulmanes. Sin embargo, esto no quiere decir que el imperio se basara en la igualdad de sus habitantes, algo que no tendría ningún sentido en la Edad Media. Así, el poder islámico se ocupó de organizar la coexistencia con las otras comunidades religiosas, como cristianos y judíos, que aunque podrían ser mayoritarias numéricamente eran minoritarias jurídicamente ―estaban discriminadas en el sentido neutro del término―, mediante el pacto de la dhimma, que incluía la distinción entre comunidades, el desarme de los dhimmi y el pago de un impuesto (la yizia) superior al que pagaban los musulmanes. Los musulmanes seguían las enseñanzas del Corán que consideraba que los cristianos y judíos, en tanto que «gentes del Libro», no debían ser convertidos a la fuerza al islam y eran merecedores de un trato especial, la dhimma. Los dhimmi (en árabe ذمّي , "protegidos") tenían garantizadas la vida, la propiedad de sus bienes y la libertad de culto, así como un alto grado de autonomía jurídica, que les permitía, por ejemplo, acudir a sus propios tribunales para dirimir los asuntos de sus comunidades.